# Wilhelm Boden (facteur d'orgues)
Pour les articles homonymes, voir Boden (homonymie).
Wilhelm Boden est un facteur d'orgues prussien du XIXe siècle dont l'atelier était établi à Halberstadt.

## Biographie
Wilhelm Boden est issu d'une famille de facteurs d'orgues d'Halberstadt et construit entre autres les orgues des églises de Neuwerk (1837), Blankenburg (1838), Wienrode (1842), Stangerode (1850), Hasselfelde (1851) et Remkersleben (1857).

## Source
- Uwe Pape : Die Orgelbauerfamilie Boden in Helmstedt und Halberstadt, 2006